# Markus Steffen
Markus Steffen (* 12. August 1968 in Gräfelfing) ist ein deutscher Gitarrist, Komponist, Musikpädagoge und Lehrbuchautor. Er ist Gründungsmitglied der 1986 gegründeten progressive Rock Band Sieges Even sowie der 2007 gegründeten Band Subsignal.

## Leben
Steffen begann im Alter von 12 Jahren mit dem Gitarrespiel. Weitgehend autodidaktisch lernte er zunächst E-Gitarre, wobei er vor allem von Gitarristen wie Angus Young, Alex Lifeson, Alan Holdsworth oder John Petrucci beeinflusst wurde. Nach einigen Jahren begann Markus Steffen auch das Spiel der Konzertgitarre zu erlernen. Als größten Einfluss nennt Steffen hier den britischen Gitarristen und Lautenisten Julian Bream.
1986 gründete er zusammen mit Alex Holzwarth und Oliver Holzwarth die Band Sieges Even. 1988 unterschrieben Sieges Even ihren ersten Plattenvertrag bei der Firma Steamhammer/SPV. Mit Sieges Even veröffentlichte Markus Steffen zunächst die drei Alben Life Cycle (1988), Steps (1990) und A Sense of Change (1991), bevor er die Band 1992 aus persönlichen Gründen verließ. In den Folgejahren widmete er sich vor allem der Konzertgitarre und veröffentlichte 1999 ein Lehrbuch mit dem Titel Klassische Gitarre Exclusiv (KDM Verlag, Berlin). Für den KDM Verlag war Markus Steffen auch für die Zeitschrift  Gitarre Exclusiv als Autor (mit Workshop-Beiträgen zu klassischen Gitarrenstücken aller Epochen) tätig. Darüber hinaus betrieb Steffen das Kleinstlabel Calamus Records, bei dem  2000 auch sein Soloalbum Unsheltered Places - Cycle for Guitar 1992–1999 erschien. Auf diesem Album finden sich ausschließlich Eigenkompositionen von Markus Steffen für die Konzertgitarre. Im selben Jahr gab es wieder erste Kontakte zu den ehemaligen Sieges Even-Musikern Alex und Oliver Holzwarth. Zunächst spielte man unter dem Namen Looking-Glass-Self ein Demo mit vier Stücken ein, bei dem Steffen lediglich die akustische Gitarre verwendete. Nach einer weiteren Umbenennung in Val'Paraiso und dem Wiederverwenden der elektrischen Gitarre, stieß der holländische Sänger Arno Menses zur Band. Mit ihm wurde die Band schließlich wieder in Sieges Even umbenannt.
2005 erschien bei dem deutschen Plattenlabel InsideOut Music das Album The Art of Navigating By The Stars, 2007 das Album Paramount sowie 2008 das Livealbum Playgrounds. Im selben Jahr verließ Steffen zusammen mit Arno Menses Sieges Even. Zusammen widmeten sie sich der progressive Rock Band Subsignal, die sie bereits 2007 als Side-Project zu Sieges Even ins Leben gerufen hatten. Mit Subsignal hat Markus Steffen fünf Studioalben sowie eine Live-DVD veröffentlicht. Das fünfte Studioalbum von Subsignal La Muerta erschien am 25. Mai 2018. Sowohl mit Sieges Even als auch Subsignal hat Markus Steffen zahlreiche Tourneen im In- und Ausland bestritten. Im März 2019 ist von ihm das Lehrbuch mit dem Titel Progressive Rock Guitar - Your Guide to Modern Prog Rock and Metal im AMA Verlag erscheinen.
Steffen arbeitet seit vielen Jahren auch als Gitarrenlehrer. In Wien betrieb er 2007 bis 2012 eine eigene Gitarrenschule und war darüber hinaus Instrumentallehrer bei den Wiener Sängerknaben. Seit 2012 lebt Steffen wieder in München, wo er sein eigenes Gitarrenstudio betreibt sowie an verschiedenen Musikschulen unterrichtet. Er hat einen Abschluss von der Staatlichen Musikakademie für musikalische Jugendbildung in Trossingen und ist staatlich anerkannter Musiklehrer.

## Diskografie

### Sieges Even
- 1988: Life Cycle (Album, Steamhammer)
- 1990: Napalm Vs Sieges Even (Split-Album mit Napalm für den japanischen Markt, Steamhammer)
- 1990: Steps (Album, Steamhammer)
- 1991: A Sense of Change (Album, Steamhammer)
- 2005: The Art of Navigating By the Stars (Album, InsideOut Music)
- 2007: Paramount (Album, InsideOut Music)
- 2008: Playgrounds (Live-Album, Inside OutMusic)

### Subsignal
- 2009: Beautiful & Monstrous (Album, Zyx/Golden Core)
- 2011: Touchstones (Album, Zyx/Golden Core)
- 2012: Out There Must Be Something - Live DVD (Album, Zyx/Golden Core)
- 2013: The Blueprint of a Winter (CD Single, Zyx/Golden Core)
- 2013: Paraíso (Album, Zyx/Golden Core)
- 2015: The Beacons of Somewhere Sometime (Album, Zyx/Golden Core)
- 2018: La Muerta (Gentle Art of Music/Soulfood)
- 2018: A Canopy of Stars – The Best of Subsignal 2009–2015 (Double Album, Zyx/Golden Core)
- 2020: A Song for the Homeless – Live in Rüsselsheim 2019 (Gentle Art of Music/Soulfood)
- 2021: A Room on the Edge of Forever (Digital Single, Gentle Art of Music)
- 2023: A Poetry of Rain (Gentle Art of Music/Soulfood)

### Beiträge auf Kompilationen
- 2010: Progressive Rock Anthems (ZYX/Golden Core Records), ein Song von Subsignal (The Sea)
- 2018: Symphonic & Opera Metal Vol. 4 (ZYX/Golden Core Records), ein Song von Subsignal (A Myth Written On Water)

### Videos
- 2013: Paraíso (Veröffentlichung auf YouTube)
- 2018: Even Though The Stars Don't Shine (Single-Version, Veröffentlichung auf YouTube)
- 2018: La Muerta (Single-Version, Veröffentlichung auf YouTube)

### Soloveröffentlichung
- 2000: Unsheltered Places - Cycle for Guitar 1992–1999 (Album, Calamus Records)

- 2022: Unsheltered Places - Cycle for Guitar 1992–1999 (Digital Album, Re-Release)

### Gastbeiträge
- 2016: Dante - When We Were Beautiful (Album, Gastsolo, Song: Finally)
- 2018: Project Patchwork - Reflections (Album, Gastsolo, Song: Searching for Confraternity)

## Lehrbücher
- 1999: Klassische Gitarre Exclusiv (KDM Verlag, Berlin).
- 2019: Progressive Rock Guitar - Dein Guide zu Modern Prog Rock & Metal (AMA Verlag, Berlin).

## Sonstiges
Steffen trägt seit 2010 den akademischen Grad Dr. Phil. 2011 erschien seine Doktorarbeit  Melerantz von Frankreich - der Meleranz des Pleier : nach der Karlsruher Handschrift ; Edition - Untersuchungen - Stellenkommentar.